# Modrzyk Plumiera
Modrzyk Plumiera (Cicerbita plumieri (L.) Kirschl.) – gatunek rośliny należący do rodziny astrowatych. Występuje naturalnie w Hiszpanii, Francji, Szwajcarii, Niemczech, krajach byłej Jugosławii oraz Bułgarii. Ponadto został introdukowany w Wielkiej Brytanii i Norwegii.

## Morfologia
PokrójBylina dorastająca do 100–200 cm wysokości.
KwiatyMają niebieską barwę i średnicę 3–5 cm.
Gatunki podobneRoślina jest podobna do modrzyka górskiego (Cicerbita alpina), który to różni się liśćmi pociętymi na mniej segmentów i gruczołowatym kwiatostanem.

## Biologia i ekologia
Występuje na wysokości od 800 do 1800 m n.p.m. Kwitnie od lipca do sierpnia.